# Strike (boliche)
Nos jogos da família do boliche de pinos, um strike significa que todos os pinos foram derrubados no primeiro arremesso de um frame. Na pontuação, um strike é geralmente marcado pela letra xis (X), ou, às vezes, como uma gravata-borboleta (⧓).
No boliche americano de nove pinos, um "ringer" é um termo equivalente para derrubar todos os pinos no primeiro arremesso do frame (conhecido como "full house").

## Pontuação

Uma planilha de pontuação de boliche de dez pinos mostrando como um strike pode ser escrito

Quando um strike é feito no boliche de dez pinos, o jogador ganha dez pontos, mais um bônus de 1 ponto para cada pino derrubado nos próximos dois arremessos (não necessariamente nos próximos dois frames). Dessa forma, os pinos derrubados nos dois lançamentos após o strike são contabilizados duas vezes.
Frame 1, bola 1: 10 pinos (strike)
Frame 2, bola 1: 3 pinos
Frame 2, bola 2: 6 pinos
A pontuação total desses arremessos é:
- Frame um: 10 + (3 + 6) = 19
- Frame dois: 3 + 6 = 9

TOTAL = 28
A pontuação de strikes funciona de forma semelhante para o boliche cinco-pinos, exceto que os strikes valem 15 pontos em vez de 10 (já que os pinos são pontuados com os valores de 2, 3, 5, 3 e 2).

## Strikesconsecutivos
Uma série de dois strikes é conhecida como "double", e uma série de três é muitas vezes conhecida como "turkey" (literalmente "peru"). Qualquer sequência maior de strikes é identificada por um número afixado na palavra "bagger" ou "pack", como em "four-bagger" ou "six-pack". Às vezes, essas sequências podem receber nomes alternativos (como o nome "ligue" para 2 strikes seguidos). Uma sequência de quatro strikes consecutivos também é conhecida como "hambone", termo inventado pelo comentarista esportivo Rob Stone.
No boliche dez-pinos, doze strikes seguidos constituem um jogo perfeito; 36 strikes seguidos constituem uma série de 900. Devido à dificuldade de atingir um jogo de 300 ou uma série de 900, muitas pistas de boliche dez-pinos mantêm placas de clubes de 300 e 900. Nessa variante, o máximo de pontos que podem ser marcados em um frame é 30 pontos (10 para o strike original, mais strikes nos dois quadros seguintes). Já o máximo de pontos que podem ser marcados em um jogo é 300 pontos, o que é um jogo perfeito. Um jogador que fizer um strike no décimo (último) frame do jogo de dez-pinos ganha duas bolas extras para permitir a concessão de pontos de bônus. Se ambas as bolas também resultarem em dez pinos derrubados cada, um total de 30 pontos (10 + 10 + 10) será concedido para o frame. Esses strikes das bolas extras contam apenas como bônus pelo primeiro strike, e não pedem arremessos seguintes por si só.